# Folarin Balogun
Folarin Balogun (New York, 2001. július 3. –) amerikai válogatott labdarúgó, a francia első osztályban szereplő AS Monaco csatára.

## Pályafutása

### Klubcsapatokban
Balogun az amerikai New York városában született. Az ifjúsági pályafutását az angol Arsenal akadémiájánál kezdte.
2020-ban mutatkozott be az Arsenal első osztályban szereplő felnőtt keretében. Először a 2021. augusztus 13-ai, Brentford ellen 2–0-ra elvesztett mérkőzésen lépett pályára. A 2021–22-es idény második felében a Middlesbrough, míg a 2022–23-as szezonban a francia első osztályban érdekelt Reims csapatát erősítette kölcsönben. A francia klubnál összesen 39 mérkőzésen lépett pályára és 22 gólt ért el.
2023. augusztus 30-án az AS Monaco szerződtette, Balogun öt évre szóló szerződést írt alá. A hercegségbeli csapat 30 millió eurót fizetett érte az Arsenalnak.

### A válogatottban
Balogun az U17-es, az U18-as, az U20-as és az U21-esben Angliát, míg az U18-as korosztályú válogatottban Amerikát képviselte.
2023-ban debütált az amerikai válogatottban. Először a 2023. június 16-ai, Mexikó ellen 3–0-ra megnyert mérkőzésen lépett pályára. Első gólját 2023. június 19-én, Kanada ellen 2–0-ás győzelemmel zárult Nemzetek Ligája-döntőn szerezte meg.

## Statisztikák
2023. június 3. szerint
| Klub                       | Szezon   | Osztály        | Bajnokság | Bajnokság | Kupa  | Kupa | Nemzetközi | Nemzetközi | Összesen | Összesen |
| Klub                       | Szezon   | Osztály        | Meccs     | Gól       | Meccs | Gól  | Meccs      | Gól        | Meccs    | Gól      |
| -------------------------- | -------- | -------------- | --------- | --------- | ----- | ---- | ---------- | ---------- | -------- | -------- |
| Arsenal                    | 2020–21  | Premier League | 0         | 0         | 1     | 0    | 5          | 2          | 6        | 2        |
| Arsenal                    | 2021–22  | Premier League | 2         | 0         | 2     | 0    | —          | —          | 4        | 0        |
| Arsenal                    | Összesen | Összesen       | 2         | 0         | 3     | 0    | 5          | 2          | 10       | 2        |
| Middlesbrough (kölcsönben) | 2021–22  | Championship   | 18        | 3         | 3     | 0    | —          | —          | 21       | 3        |
| Reims (kölcsönben)         | 2022–23  | Ligue 1        | 37        | 21        | 2     | 1    | —          | —          | 39       | 22       |
| Összesen                   | Összesen | Összesen       | 57        | 24        | 8     | 1    | 5          | 2          | 70       | 27       |

### A válogatottban
| Válogatott       | Év       | Pályára lépés | Gól |
| ---------------- | -------- | ------------- | --- |
| Egyesült Államok | 2023     | 8             | 3   |
| Egyesült Államok | 2024     | 9             | 2   |
| Összesen         | Összesen | 17            | 5   |

#### Góljai a válogatottban
| # | Időpont              | Helyszín                                                  | Ellenfél | Gólok | Eredmény | Kiírás                                |
| - | -------------------- | --------------------------------------------------------- | -------- | ----- | -------- | ------------------------------------- |
| 1 | 2023. június 19.     | Allegiant Stadion, Paradise, Amerikai Egyesült Államok    | Kanada   | 2–0   | 2–0      | 2022–2023-as CONCACAF Nemzetek ligája |
| 2 | 2023. szeptember 12. | Allianz Field, St. Paul, Amerikai Egyesült Államok        | Omán     | 1–0   | 4–0      | Barátságos mérkőzés                   |
| 3 | 2023. október 17.    | Geodis Park, Nashville, Amerikai Egyesült Államok         | Ghána    | 3–0   | 4–0      | Barátságos mérkőzés                   |
| 4 | 2024. június 23.     | AT&T Stadion, Arlington, Amerikai Egyesült Államok        | Bolívia  | 2–0   | 2–0      | 2024-es Copa América                  |
| 5 | 2024. június 27.     | Mercedes-Benz Stadion, Atlanta, Amerikai Egyesült Államok | Panama   | 1–0   | 1–2      | 2024-es Copa América                  |

## Sikerei, díjai
Monaco
- Ligue 1
  - Ezüstérmes (1): 2023–24

- Francia Szuperkupa
  - Döntős (1): 2024

Amerikai válogatott
- CONCACAF Nemzetek ligája
  - Győztes (2): 2022–23, 2023–24